# Soveria Simeri
Soveria Simeri is een gemeente in de Italiaanse provincie Catanzaro (regio Calabrië) en telt 1633 inwoners (31-12-2004). De oppervlakte bedraagt 22,1 km², de bevolkingsdichtheid is 74 inwoners per km².

## Demografie
Soveria Simeri telt ongeveer 617 huishoudens. Het aantal inwoners daalde in de periode 1991-2001 met 5,6% volgens cijfers uit de tienjaarlijkse volkstellingen van ISTAT.
| Jaar | Inwoneraantal |
| ---- | ------------- |
| 1991 | 1729          |
| 2001 | 1632          |

## Geografie
De gemeente ligt op ongeveer 378 m boven zeeniveau.
Soveria Simeri grenst aan de volgende gemeenten: Sellia, Sellia Marina, Simeri Crichi, Zagarise.

## Titulatuur
Abraham van Leeuwen voerde de titel Hertog van Soveria Simeri. Een titel die hij, naar eigen zeggen, ontvangen had van een Italiaanse prins.